# Gibsonton
Gibsonton é uma Região censo-designada localizada no estado americano da Flórida, no Condado de Hillsborough.

## Demografia
Segundo o censo americano de 2000, a sua população era de 8752 habitantes.

## Geografia
De acordo com o United States Census Bureau tem uma área de 35,5 km², dos quais 33,3 km² cobertos por terra e 2,2 km² cobertos por água. Gibsonton localiza-se a aproximadamente 3 m acima do nível do mar.

## Localidades na vizinhança
O diagrama seguinte representa as localidades num raio de 16 km ao redor de Gibsonton.